# State Street Corporation
State Street Corporation er en amerikansk bank med hovedkvarter i Boston. Bankens forgænger Union Bank blev etableret i 1792.